# Zoltán
Zoltán ist ein männlicher Vorname, der hauptsächlich im Ungarischen Verwendung findet. 

## Herkunft und Bedeutung
Der Name Zoltán ist abgeleitet vom türkischen Titel Sultan und war der Name eines ungarischen Herrschers im 10. Jahrhundert, auch bekannt als Solt oder Zsolt.

## Namensträger
- Zoltán Almási (* 1976), ungarischer Schach-Großmeister
- Zoltán Balog (* 1958), ungarischer Politiker und Pastor der reformierten Kirche
- Zoltán Tibor Balogh (1953–2002), ungarischer Mathematiker
- Zoltán Báthory (* 1978), ungarischer Musiker und Kampfsportler
- Zoltán Bátorfi (* 1975), ungarischer Tischtennisspieler
- Zoltán Bay (1900–1992), ungarischer Physiker
- Zoltán Berczik (1937–2011), ungarischer Tischtennisspieler
- Zoltán Czibor (1929–1997), ungarischer Fußballspieler
- Zoltán Cziffra (* 1942), ungarischer Leichtathlet
- Zoltán Farkas (1913–1980), ungarischer Filmeditor und Filmregisseur
- Zoltán Gárdonyi (1906–1986), ungarischer Komponist, Musikwissenschaftler und Hochschulprofessor
- Zoltán Gera (* 1979), ungarischer Fußballspieler
- Zoltán Gyimesi (* 1977), ungarischer Schach-Großmeister
- Zoltán Halmay (1881–1956), ungarischer Olympiasieger im Schwimmen und Schwimmtrainer
- Zoltán Hetényi (* 1988), ungarischer Eishockeytorwart
- Zoltán Horusitzky (1903–1985), ungarischer Komponist, Pianist und Musikpädagoge
- Zoltán Kádár (1915–2003), ungarischer Archäologe und Kunsthistoriker
- Zoltán Kelemen (1926–1979), ungarischer Sänger (Bassbariton)
- Zoltán Kemény (1907–1965), ungarisch-schweizerischer Bildhauer, Maler und Architekt
- Zoltán Kiss (* 1980), ungarischer Posaunist
- Zoltán Kocsis (1952–2016), ungarischer Pianist, Komponist und Dirigent
- Zoltán Kodály (1882–1967), ungarischer Komponist, Musikpädagoge und Musikethnologe
- Zoltan Korda (1895–1961), ungarisch-britischer Filmregisseur
- Zoltán Kovács (* 1964), ungarischer Sportschütze
- Zoltán Kovács (* 1977), ungarischer Gewichtheber
- Zoltán Lantos (* 1962), ungarischer Jazz-Violinist
- Zoltán Latinovits (1931–1976), ungarischer Bühnen- und Filmschauspieler
- Zoltán Mechlovits (1891–1951), ungarischer Tischtennis-Weltmeister
- Zoltán Medvegy (* 1979), ungarischer Schachmeister mit Großmeistertitel
- Zoltán Oroszlán (1891–1971), ungarischer Archäologe, Kunsthistoriker und Museologe
- Zoltan Paul (1953–2022), österreichischer Schauspieler, Regisseur und Musiker ungarischer Herkunft
- Zoltán Peskó (1937–2020), aus Ungarn stammender Komponist und Dirigent
- Zoltán Ribli (* 1951), ungarischer Schach-Großmeister
- Zoltán Schenker (1880–1966), ungarischer Fechter
- Zoltán Szabó (* 1965), ungarisch-US-amerikanischer Mathematiker
- Zoltan Székessy (1899–1968), ungarisch-deutscher Bildhauer und Hochschullehrer
- Zoltán Szita (* 1998), ungarischer Handballspieler
- Zoltán Tagscherer (* 1976), ungarischer Biathlet und Skilangläufer
- Zoltán Téglás (* 1969), US-amerikanischer Sänger ungarischer Abstammung
- Zoltán Varga (1945–2010), ungarischer Fußballspieler
- Zoltán Varga (* 1970), ungarischer Schachspieler
- Zoltán Zelk (1906–1981), ungarischer Schriftsteller